# Kafroun

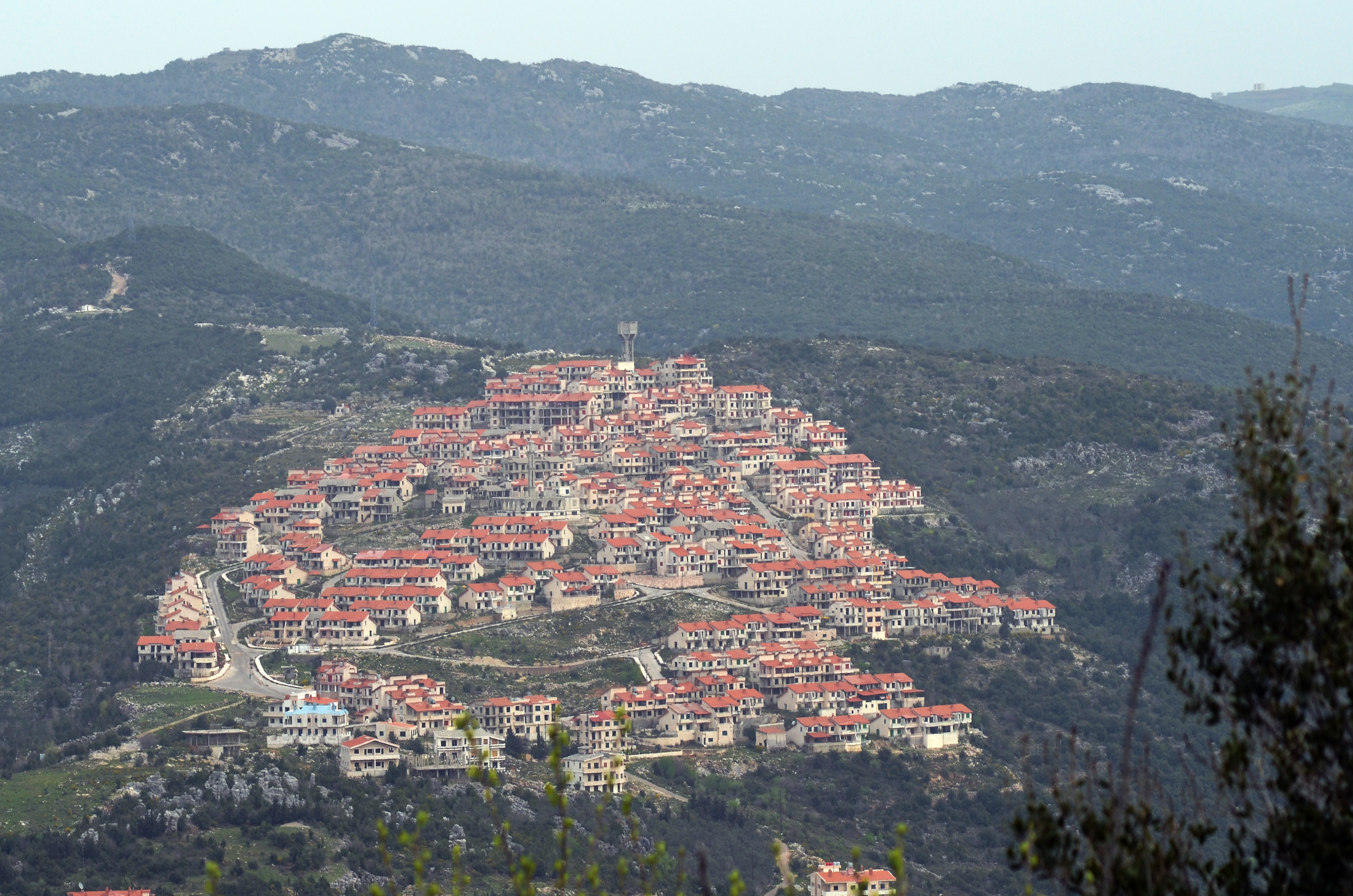
Vista geral de Kafroun.

Kafroun (em árabe الكفرون) é um vilarejo localizado na província de Tartus, na região oeste da Síria, próximo da fronteira com o Líbano. Em 2004, tinha uma população de 485 habitantes, a maioria da qual pertencente à comunidade da Igreja Ortodoxa Grega.